# Clément Lefert

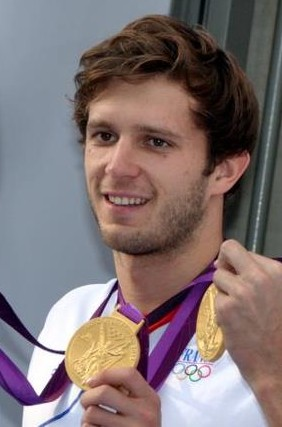
Clément Lefert präsentiert seine Goldmedaille (2012).

Clément Jacques Maurice Lefert (* 26. September 1987 in Nizza) ist ein ehemaliger französischer Schwimmer. Er erschwamm je eine olympische Gold- und Silbermedaille. Bei Europameisterschaften erhielt er einmal Gold und einmal Bronze.

## Sportliche Karriere
Der 1,85 Meter große Clément Lefert startete für den Schwimmverein Olympic Nice und während seines Studiums für die USC Trojans, das Sportteam der University of Southern California. Lefert gewann bei den Junioreneuropameisterschaften 2005 die Bronzemedaille über 100 Meter Schmetterling.
Drei Jahre später bei den Olympischen Spielen 2008 in Peking verfehlte die französische 4-mal-200-Meter-Freistilstaffel mit Clément Lefert, Sébastien Bodet, Matthieu Madelaine und Amaury Leveaux die Endlaufteilnahme mit der elftbesten Vorlaufzeit. Bei den Kurzbahneuropameisterschaften 2008 in Zagreb wurde Lefert Ende des Jahres Siebter über 200 Meter Freistil.
Ende Juni und Anfang Juli 2009 fanden die Mittelmeerspiele in Pescara statt. Lefert schwamm über 100 Meter Schmetterling auf den zweiten Platz hinter dem Serben Ivan Lendjer. Einen Monat später bei den Weltmeisterschaften in Rom wurde Lefert 17. über 100 Meter Schmetterling. Die französische 4-mal-100-Meter-Lagenstaffel mit Jérémy Stravius, Hugues Duboscq, Clément Lefert und Alain Bernard erreichte den fünften Platz.
Im Jahr darauf bei den Europameisterschaften 2010 in Budapest erkämpfte die 4-mal-200-Meter-Freistilstaffel mit Yannick Agnel, Clément Lefert, Antton Harambouré und Jérémy Stravius die Bronzemedaille hinter den Russen und den Deutschen. In der Lagenstaffel qualifizierten sich Stravius, Dubosq, Lefert und William Meynard mit der zweitbesten Vorlaufzeit für das Finale. Im Endlauf siegten Camille Lacourt, Dubosq, Frédérick Bousquet und Fabien Gilot und waren dabei mehr als vier Sekunden schneller als die Vorlaufstaffel. Alle sieben beteiligten Franzosen erhielten eine Goldmedaille. Ende 2010 fanden in Dubai die Kurzbahnweltmeisterschaften 2010 statt. Agnel, Gilot, Lefert und Stravius erschwammen als 4-mal-200-Meter-Freistilstaffel die Bronzemedaille hinter den Staffeln aus Russland und aus den Vereinigten Staaten. In der Lagenstaffel, die den vierten Platz belegte, war Lefert nur im Vorlauf dabei gewesen. 2011 nahm Lefert an der Universiade in Shenzhen teil. Er wurde Zweiter über 200 Meter Freistil und gewann die Bronzemedaille mit der 4-mal-100-Meter-Freistilstaffel.
Zum Abschluss seiner Karriere trat Lefert 2012 bei den Olympischen Spielen in London in drei Disziplinen an. In der 4-mal-100-Meter-Freistilstaffel erreichten Amaury Leveaux, Alain Bernard, Clément Lefert und Jérémy Stravius das Finale mit der viertschnellsten Vorlaufzeit. Im Endlauf schwammen Levaux, Fabien Gilot, Lefert und Yannick Agnel dreieinhalb Sekunden schneller als die Vorlaufstaffel und gewannen die Goldmedaille vor dem Quartett aus den Vereinigten Staaten. Zwei Tage später waren Stravius, Grégory Mallet, Leveaux und Lefert im Vorlauf die zweitschnellste 4-mal-200-Meter-Freistilstaffel. Im Finale siegten die Schwimmer aus den Vereinigten Staaten mit drei Sekunden Vorsprung vor Leveaux, Mallet, Lefert und Agnel. Nach den beiden Staffelerfolgen war Lefert über 100 Meter Schmetterling zwar noch einmal am Start, schied aber mit der 30. Zeit im Vorlauf aus.